# Revolution Is My Name
Revolution Is My Name é uma canção da banda americana de heavy metal Pantera. Foi o primeiro single do último álbum da banda Reinventing the Steel. Também foi incluído na coletânea Far Beyond the Great Southern Cowboys' Vulgar Hits!.

## Lançamento e recepção
"Revolution is My Name" alcançou a posição de número 28 na Billboard Mainstream Rock Tracks. A canção foi designada como a melhor performance de metal na versão 2001 do Grammy, mas perdeu para Deftones "Elite." However, ganhou o prêmio de melhor canção do ano de 2000 eleita pelos leitores da revista Metal Edge.